# Наша маленька таємниця
«Наша маленька таємниця» (англ. Our Little Secret) — американська романтична комедія 2024 року режисера Стівена Герека за сценарієм Гейлі ДеДомінічіс. Фільм став частиною творчого партнерства Лохан з Netflix, в рамках якого вона також виступила виконавчим продюсером прокєту.
«Наша маленька таємниця» розповідає про ображених один на одного колишніх, які виявляють, що їхні нові пари — брат і сестра, тож їм доведеться провести Різдво під одним дахом, приховуючи свою романтичну історію. Зйомки фільму розпочалися в Атланті в січні 2024 року і завершилися наприкінці наступного місяця. Фільм вийшов на стрімінговому сервісі Netflix 27 листопада 2024 року й отримав змішані відгуки.

## Сюжет
Ейвері та Лоґан були знайомі з дитинства, а невдовзі з близьких друзів стали парою. Коли Ейвері з радістю приймає пропозицію працювати в Англії, він вирішує освідчитися їй на прощальній вечірці, але вона кидає його, не витримавши тиску.
Десять років по тому вони знову випадково перетинаються на різдвяні свята, зустрічаючись з братом і сестрою, Кемероном і Кессі Морганами. Засмучена Ейвері переконує Лоґана тримати їхнє минуле в таємниці через вороже налаштовану матір їх партнерів, Еріку. Поки родина Морганів готується до щорічного сімейного фотографування, Ейвері та Лоґана відправляють за ялинкою. Лоґан просить Ейвері, експерта з бізнес-пропозицій, допомогти з презентацією архітектурного проєкту. Натомість він допоможе їй здобути прихильність Морганів.
Пізніше Ейвері помилково з'їдає ТГК-желейки з кишені пальта наймолодшого Моргана Каллума. Лоґан усвідомлює свою помилку і намагається скасувати читання, на яке записав Ейвері, щоб справити враження на Морґанів під час служби в церкві о 16:00. Коли смаколики починають діяти, вона починає імпровізувати й розповідає історію Вифлеєму, декламуючи слова з пісні «Celebration» гурту Kool & the Gang. Громада несподівано приєднується, за що Ейвері пізніше отримує похвалу від священника.
Того вечора Ейвері, зголоднівши, з'їдає улюблене печиво Еріки й звинувачує в цьому песика сім'ї. Еріка в паніці мчить з песиком до ветеринара. Ейвері їде з нею, і потайки зізнається ветеринару у скоєному, заплативши чималий рахунок за те, щоб це залишилося в таємниці. Повернувшись, вона виставляє цю подію як героїчну, але Лоґан сварить її за те, що вона ризикує їхнім прикриттям. Каллум випадково підслуховує їх розмову і дає обіцянку зберегти їхню таємницю, але записує номер телефону Ейвері, натякаючи, що це буде їм дорого коштувати.
Під час нічної гулянки до компанії несподівано приєднується колишня дівчина Кемерона, Софі. Коли Ейвері телефонує агент з нерухомості її батька, щоб отримати ключ від будинку, Лоґан зголошується підвезти її. У будинку свого дитинства Ейвері розповідає, як сильно вона сумує за померлою матір'ю, а Лоґан втішає її. На зворотному шляху вони забирають п'яного Каллума, якому вони раніше купили алкоголь.
На святвечорі викриваються безліч таємниць. Виявляється, що Ейвері та Лоґан походять з маленького містечка, а Софі вирішує повернутися додому. Лоґан випадково дізнається, що чоловік Еріки, Леонард, має роман з матір'ю Софі та дружиною Стена, Мардж. Під час «Таємного Санти» подарунки переплутуються, що призводить до ще більших конфузів. Коли Ейвері та Лоґан сварять Каллума наодинці, несподівано з'являються мама та бабуся Лоґана. Він просить матір прикинутися, що не знає Ейвері, але бабуся швидко викриває таємницю колишніх. Незабаром розкривається ще більше таємниць — Каллум розказує про попередню брехню Ейвері, і стає відомо про зраду Леонарда. Ейвері йде з дому Морганів.
Батько Ейвері повертається з подорожі й робить їй сюрприз — вручає ключ від будинку її дитинства, бо Лоґан розповів йому, що вона хотіла його придбати. Ейвері, своєю чергою, підштовхує Еріку передати пропозицію Лоґана Стену, що врешті-решт допомагає йому отримати роботу. На новосілля Ейвері Лоґан просить дати йому другий шанс. Вони зізнаються у коханні та цілуються. Рік потому вони планують весілля і живуть разом. Бос Лоґана, Стен, перед зустріччю з дітьми Морґанів приносить банку печива зі своєю новою коханою, Ерікою. У фінальних кадрах ми бачимо, що Ейвері та Лоґан одружилися.

## У ролях
| Актор            | Роль      | Актор українського дубляжу |
| ---------------- | --------- | -------------------------- |
| Ліндсі Лохан     | Ейвері    | Юлія Малахова              |
| Ієн Гардінг      | Лоґан     | Денис Жупник               |
| Крістін Ченовет  | Еріка     | Олена Бліннікова           |
| Джон Рудницький  | Кемерон   | Руслан Драпалюк            |
| Генрі Черні      | Мітчелл   | Олександр Шевчук           |
| Ден Букатинський | Леонард   | Ярослав Чорненький         |
| Кеті Бейкер      | Кессі     | Вікторія Москаленко        |
| Тім Медоуз       | Стен      |                            |
| Джуді Реєс       | Маргарет  |                            |
| Кріс Парнелл     | ветеринар |                            |
| Джейк Бреннан    | Каллум    |                            |
| Еш Сантос        | Софі      |                            |
| Брайан Ангер     | Пол       |                            |
| Боббі Ікс        | Шеріл     |                            |

### Український дубляж
Студія: Так Треба Продакшн
Режисер дубляжу: Галина Желізняк
Перекладач: Катерина Устинова
Спеціаліст зі зведення звуку: Юрій Гелун
Менеджер проєкту: Наталя Філіппова
Додатковий акторський склад: Михайло Войчук, Сергій Гутько, Наталія Калюжна, Ілля Локтіонов, Анастасія Павленко, Кирило Татарченко, Людмила Чиншева, Олег Грищенко, Наталія Задніпровська, Вікторія Левченко, Наталія Надірадзе, Діана Семенюк, Володимир Терещук, Валерія Антонова

## Виробництво
22 січня 2024 року Netflix оголосив, що Ліндсі Лохан зіграє головну роль у фільмі «Наша маленька таємниця», основні зйомки якого відбудуться в Атланті й триватимуть до кінця лютого. Стівен Герек був обраний режисером, за сценарієм Гейлі ДеДомінічіс, що став її дебютом. Майк Елліотт і Ліза Ґудінг виступили продюсерами, а Джозеф П. Ґен'єр — виконавчим продюсером фільму.
Спочатку фільм називався «Merry Exmas», але Лохан запропонувала змінити назву, щоб проєкт не асоціювався виключно з Різдвом. Проєкт є частиною партнерства Лохан з Netflix, до якого вона приєдналася в березні 2022 року, і став її третьою романтичною комедією після «Незабутнього Різдва» (2022) та «Ірландського бажання» (2024).

## Музика
Емілі Беар написала музику до «Нашої маленької таємниці». 27 листопада 2024 року Netflix Music випустив альбом саундтреків до фільму з піснею «Happiest Christmas Tree» у виконанні Аліани Лохан.
1. Happiest Christmas Tree (Аліана Лохан)
2. The First Morning
3. 10 Years Later
4. Avery Leaves
5. Gummies
6. The Introduction
7. Driving to the Parents
8. You Were Running Away
9. Secret Santa
10. Bathroom Talk
11. A Deal
12. The Prospectus
13. Cookie Caper
14. Our Little Secret
15. Dad's Toast
16. Avery Delivers Prospectus
17. Followed
18. Best Christmas Ever
19. Are You Done?

## Прем'єра
«Наша маленька таємниця» вийшов на Netflix 27 листопада 2024 року. Того ж дня фільм був показаний у лос-анджелеському кінотеатрі Bay Theater. Фільм дебютував на першому місці у списку найпопулярніших фільмів Netflix наступного дня після релізу і став найпопулярнішим у світі за тиждень з 23 по 29 листопада, набравши 32,4 мільйона переглядів.

## Оцінки критиків
На сайті агрегатора рецензій Rotten Tomatoes 38 % з 32 відгуків критиків є позитивними з середньою оцінкою 4,7/10. На платформі Metacritic фільм отримав середній бал 41 зі 100 на основі відгуків 8 кінокритиків, що відповідає категорії «змішані або середні».